# Лазаренко, Эдуард Тимофеевич
Эдуард Тимофеевич Лазаренко (укр. Едуард Тимофійович Лазаренко; род. 22 июля 1935, Сумы — 22 апреля 2012, Львов) — советский и украинский учёный и педагог, доктор технических наук, профессор кафедры технологии печатных изданий и упаковки Украинской академии печати, заслуженный деятель науки и техники Украины.
Круг научных интересов — интенсификация технологических процессов полиграфии, моделирование и оптимизация технологических процессов.

## Из биографии
Родился 27 июля 1935 в г. Сумы в семье рабочего. Во время войны семья находилась в эвакуации в Мордовской АССР РСФСР. С 1945 г. проживает во Львове.
1953 г. после окончания средней школы поступил на инженерно-технологический факультет Украинского полиграфического института им. Ивана Фёдорова (УПИ), который закончил 1958 г. с отличием.
После окончания института работал по распределению в Днепропетровске, вернулся в УПИ.

## Научная и преподавательская деятельность
1959—1961, 1962—1965 и 1968—1970 годах — ассистент, 1961—1962 — заведующий лаборатории кафедры технологии полиграфического производства УПИ.
1965—1968 гг. — обучался в аспирантуре при УПИ.
1970 г. в Московском полиграфическом институте (МПИ) защитил диссертационную работу «Исследование особенностей растворения неосвещенных участков фотополимерных копий в процессе изготовления гибких фотополимерных печатных форм» на соискание ученой степени кандидата технических наук. Робота была выполнена под руководством Б. В. Коваленко.
1970—1971 гг. — старший преподаватеель, с 1971 г. исполнял обязанности доцента.
1973 г. ВАК утвердил Э. Т. Лазаренко в ученом звании доцента по кафедре технологии полиграфического производства.
1980—1981 гг. — научный руководитель отраслевой НИЛ фотополимерных печатных форм Госкомиздата СССР.
1990—2001 гг. заведывал кафедрой технологии печатно-отделочных процессов и полиграфических материалов УПИ (с 1998 г. — кафедра технологии печатно-отделочных процессов).
В 1991 г. в МПИ защитил диссертационную работу «Фотополимерные печатные формы из олигоэфиракрилатов» на соискание ученой степени доктора технических наук, в этом же году ВАК утвердил его в ученом звании профессора по кафедре технологии печатно-отделочных процессов и полиграфических материалов.
С 2001 года до самой смерти — профессор кафедры технологи печатных изданий и упаковки (так с 2003 г. называется кафедра ТПОП).

## Научные достижения
Автор и соавтор шестисот научных и учебно-методических трудов, среди которых монографии, учебники и учебные пособия, изобретения СССР и Украины, некоторые из них запатентованы в США, ФРГ, Франции и Японии. На русском языке вышли его книги «Фотополимерные печатные формы» (1978), «Фотохимическое формование печатных форм» (1984), «Печатные формы из фотополимеризующихся материалов» (1987), «Технология изготовления печатных форм» (1990).
Под его руководством В. В. Бернацек, Р. И. Мервинский, А. Р. Бабич, С. И. Белицкая, И. А. Раецкий, Л. Н. Слывко (Олексий), А. Р. Тищенко, В. И. Запоточный, В. Г. Сысюк, З. Г. Токарчик, Е. М. Величко, Е. Н. Ганич, С. В. Моисеенко, И. В. Шаблий, В. С. Карпенко, М. А. Крикуненко, М. К. Гладилович, Л. А. Захарова, Т. И. Онищенко, О. А. Ходосевич, С. Ф. Гавенко, С. В. Гомон, В. А. Кук, Ю. М. Румянцев, О. В. Воржева, В. З. Маик, Р. С. Зацерковная, Л. М. Гарри, И. П. Босак, З. Б. Белгайед, А. В. Мельников, Я. Циманек выполнили и защитили диссертационные работы на соискание ученой степени доктора и кандидата технических наук.